# 이정행 (배우)
이정행(1989년 5월 19일 ~ )은 대한민국의 배우이다.

## 학력
- 대경대학 연극영화과

## 출연작

### 영화
- 《오목소녀》 (2018년) - 박복심 역
- 《왕을 참하라》 (2017년) - 내시 1 역

### 연극
- 《라이어》
- 《쉬어매드니스》
- 《발칙한 로맨스》
- 《강풀의 순정만화》
- 《룸넘버13》